# کاردیف (نیویورک)
کاردیف (به انگلیسی: Cardiff) یک منطقهٔ مسکونی در ایالات متحده آمریکا است که در شهرستان اونانداگا، نیویورک واقع شده‌است.